# Henrietta (Missouri)
Henrietta è un comune degli Stati Uniti d'America, situato nello Stato del Missouri, nella contea di Ray.